# Koellikerina constricta
Koellikerina constricta är en nässeldjursart som först beskrevs av Menon 1932.  Koellikerina constricta ingår i släktet Koellikerina och familjen Bougainvilliidae.
Artens utbredningsområde är Indiska oceanen. Inga underarter finns listade i Catalogue of Life.